# Estação Campinas (Salvador)
A Estação Campinas é uma das estações que fazem parte da linha 1 do metrô de Salvador, foi entregue a população soteropolitana em 14 de junho de 2023.